# Gran Premio motociclistico di Spagna 2016
Il Gran Premio motociclistico di Spagna 2016 è stato la quarta prova del motomondiale del 2016.
I vincitori delle gare nelle tre classi in competizione sono stati: Valentino Rossi in MotoGP, Sam Lowes in Moto2 e Brad Binder in Moto3.

## MotoGP
Primo successo nella stagione per Valentino Rossi che dopo esser partito dalla pole position ottiene anche il giro più veloce e si impone davanti al compagno di squadra in Yamaha, lo spagnolo Jorge Lorenzo, e all'altro spagnolo Marc Márquez.
La classifica generale provvisoria vede gli stessi tre piloti ai primi posti, però in ordine inverso, con Márquez che precede Lorenzo di 17 punti e Rossi di 24.

### Arrivati al traguardo
| Pos. | Nº | Pilota           | Squadra                       | Motocicletta       | Tempo     | Griglia | Punti |
| ---- | -- | ---------------- | ----------------------------- | ------------------ | --------- | ------- | ----- |
| 1    | 46 | Valentino Rossi  | Movistar Yamaha               | Yamaha YZR-M1      | 45'28.834 | 1       | 25    |
| 2    | 99 | Jorge Lorenzo    | Movistar Yamaha               | Yamaha YZR-M1      | +2,386    | 2       | 20    |
| 3    | 93 | Marc Márquez     | Repsol Honda                  | Honda RC213V       | +7,087    | 3       | 16    |
| 4    | 26 | Dani Pedrosa     | Repsol Honda                  | Honda RC213V       | +10,351   | 7       | 13    |
| 5    | 41 | Aleix Espargaró  | Suzuki Ecstar                 | Suzuki GSX-RR      | +14,143   | 6       | 11    |
| 6    | 25 | Maverick Viñales | Suzuki Ecstar                 | Suzuki GSX-RR      | +16,772   | 5       | 10    |
| 7    | 29 | Andrea Iannone   | Ducati Team                   | Ducati Desmosedici | +26,277   | 11      | 9     |
| 8    | 44 | Pol Espargaró    | Monster Yamaha Tech 3         | Yamaha YZR-M1      | +30,75    | 8       | 8     |
| 9    | 50 | Eugene Laverty   | Aspar Team                    | Ducati Desmosedici | +32,325   | 15      | 7     |
| 10   | 8  | Héctor Barberá   | Avintia Racing                | Ducati Desmosedici | +32,624   | 9       | 6     |
| 11   | 35 | Cal Crutchlow    | LCR Honda                     | Honda RC213V       | +38,497   | 10      | 5     |
| 12   | 38 | Bradley Smith    | Monster Yamaha Tech 3         | Yamaha YZR-M1      | +39,669   | 14      | 4     |
| 13   | 76 | Loris Baz        | Avintia Racing                | Ducati Desmosedici | +45,227   | 12      | 3     |
| 14   | 6  | Stefan Bradl     | Aprilia Racing Team Gresini   | Aprilia RS-GP      | +47,886   | 18      | 2     |
| 15   | 68 | Yonny Hernández  | Aspar Team                    | Ducati Desmosedici | +47,988   | 16      | 1     |
| 16   | 51 | Michele Pirro    | Octo Pramac Yakhnich          | Ducati Desmosedici | +49,414   | 18      |       |
| 17   | 43 | Jack Miller      | Estrella Galicia 0,0 Marc VDS | Honda RC213V       | +49,513   | 20      |       |
| 18   | 53 | Esteve Rabat     | Estrella Galicia 0,0 Marc VDS | Honda RC213V       | +53,334   | 21      |       |
| 19   | 45 | Scott Redding    | Octo Pramac Yakhnich          | Ducati Desmosedici | +1'05.555 | 17      |       |

### Ritirati
| Nº | Pilota           | Squadra                     | Motocicletta       | Giri | Griglia |
| -- | ---------------- | --------------------------- | ------------------ | ---- | ------- |
| 4  | Andrea Dovizioso | Ducati Team                 | Ducati Desmosedici | 18   | 4       |
| 19 | Álvaro Bautista  | Aprilia Racing Team Gresini | Aprilia RS-GP      | 22   | 13      |

## Moto2
Curiosamente nei primi quattro gran premi della stagione si sono avuti quattro vincitori diversi; il britannico Sam Lowes che già comandava la classifica provvisoria, con la vittoria a Jerez de la Frontera allunga leggermente sul primo rivale, lo spagnolo Álex Rins che si era imposto nel gran premio precedente ma che in questa occasione si è dovuto accontentare del terzo posto. Sul secondo gradino del podio il tedesco Jonas Folger.

### Arrivati al traguardo
| Pos. | Nº | Pilota              | Squadra                       | Motocicletta       | Tempo     | Griglia | Punti |
| ---- | -- | ------------------- | ----------------------------- | ------------------ | --------- | ------- | ----- |
| 1    | 22 | Sam Lowes           | Federal Oil Gresini           | Kalex Moto2        | 44'58.624 | 1       | 25    |
| 2    | 94 | Jonas Folger        | Dynavolt Intact GP            | Kalex Moto2        | +2,480    | 2       | 20    |
| 3    | 40 | Álex Rins           | Paginas Amarillas HP 40       | Kalex Moto2        | +8,113    | 7       | 16    |
| 4    | 21 | Franco Morbidelli   | Estrella Galicia 0,0 Marc VDS | Kalex Moto2        | +10,659   | 4       | 13    |
| 5    | 5  | Johann Zarco        | Ajo Motorsport                | Kalex Moto2        | +14,594   | 15      | 11    |
| 6    | 12 | Thomas Lüthi        | Garage Plus Interwetten       | Kalex Moto2        | +16,019   | 5       | 10    |
| 7    | 30 | Takaaki Nakagami    | Idemitsu Honda Team Asia      | Kalex Moto2        | +16,352   | 12      | 9     |
| 8    | 77 | Dominique Aegerter  | CarXpert Interwetten          | Kalex Moto2        | +18,433   | 18      | 8     |
| 9    | 39 | Luis Salom          | SAG Team                      | Kalex Moto2        | +21,502   | 10      | 7     |
| 10   | 19 | Xavier Siméon       | QMMF Racing                   | Speed Up SF16      | +31,300   | 19      | 6     |
| 11   | 55 | Hafizh Syahrin      | Petronas Raceline Malaysia    | Kalex Moto2        | +35,980   | 22      | 5     |
| 12   | 54 | Mattia Pasini       | Italtrans Racing              | Kalex Moto2        | +37,348   | 25      | 4     |
| 13   | 32 | Isaac Viñales       | Tech 3 Racing                 | Tech 3 Mistral 610 | +37,454   | 23      | 3     |
| 14   | 2  | Jesko Raffin        | Sports-Millions-EMWE-SAG      | Kalex Moto2        | +48,923   | 24      | 2     |
| 15   | 70 | Robin Mulhauser     | CarXpert Interwetten          | Kalex Moto2        | +55,832   | 27      | 1     |
| 16   | 10 | Luca Marini         | Forward Racing                | Kalex Moto2        | +1'01.795 | 11      |       |
| 17   | 7  | Lorenzo Baldassarri | Forward Racing                | Kalex Moto2        | +1'09.465 | 6       |       |
| 18   | 42 | Federico Fuligni    | Team Ciatti                   | Kalex Moto2        | +1'10.201 | 28      |       |
| 19   | 33 | Alessandro Tonucci  | Tasca Racing                  | Kalex Moto2        | +1'10.642 | 26      |       |

### Ritirati
| Nº | Pilota              | Squadra                       | Motocicletta       | Giri | Griglia |
| -- | ------------------- | ----------------------------- | ------------------ | ---- | ------- |
| 44 | Miguel Oliveira     | Leopard Racing                | Kalex Moto2        | 6    | 14      |
| 23 | Marcel Schrötter    | AGR Team                      | Kalex Moto2        | 15   | 13      |
| 52 | Danny Kent          | Leopard Racing                | Kalex Moto2        | 21   | 16      |
| 49 | Axel Pons           | AGR Team                      | Kalex Moto2        | 21   | 17      |
| 11 | Sandro Cortese      | Dynavolt Intact GP            | Kalex Moto2        | 22   | 3       |
| 73 | Álex Márquez        | Estrella Galicia 0,0 Marc VDS | Kalex Moto2        | 24   | 9       |
| 24 | Simone Corsi        | Speed Up Racing               | Speed Up SF16      | 25   | 8       |
| 14 | Ratthapark Wilairot | Idemitsu Honda Team Asia      | Kalex Moto2        | 26   | 20      |
| 97 | Xavi Vierge         | Tech 3 Racing                 | Tech 3 Mistral 610 | 26   | 21      |

## Moto3
Rimarchevole la gara del sudafricano Brad Binder che, obbligato a partire dall'ultima posizione nella griglia di partenza, rimonta tutti gli altri e ottiene la vittoria del gran premio, davanti a due piloti italiani, Nicolò Bulega (al suo primo podio in carriera nel motomondiale nella stagione di esordio) e Francesco Bagnaia.
Già in testa alla classifica provvisoria del campionato, con questa che è la sua prima vittoria stagionale, Binder allunga sui suoi diretti avversari.

### Arrivati al traguardo
| Pos. | Nº | Pilota             | Squadra                    | Motocicletta   | Tempo     | Griglia | Punti |
| ---- | -- | ------------------ | -------------------------- | -------------- | --------- | ------- | ----- |
| 1    | 41 | Brad Binder        | Red Bull KTM Ajo           | KTM RC 250 GP  | 41'29.882 | 35      | 25    |
| 2    | 8  | Nicolò Bulega      | SKY Racing Team VR46       | KTM RC 250 GP  | +3,336    | 1       | 20    |
| 3    | 21 | Francesco Bagnaia  | Aspar Mahindra             | Mahindra MGP3O | +3,441    | 3       | 16    |
| 4    | 9  | Jorge Navarro      | Estrella Galicia 0,0       | Honda NSF250R  | +3,513    | 2       | 13    |
| 5    | 84 | Jakub Kornfeil     | Drive M7 SIC Racing        | Honda NSF250R  | +13,728   | 9       | 11    |
| 6    | 36 | Joan Mir           | Leopard Racing             | KTM RC 250 GP  | +13,933   | 6       | 10    |
| 7    | 5  | Romano Fenati      | SKY Racing Team VR46       | KTM RC 250 GP  | +13,993   | 8       | 9     |
| 8    | 33 | Enea Bastianini    | Gresini Racing             | Honda NSF250R  | +14,052   | 5       | 8     |
| 9    | 95 | Jules Danilo       | Ongetta-Rivacold           | Honda NSF250R  | +14,409   | 14      | 7     |
| 10   | 65 | Philipp Öttl       | Schedl GP Racing           | KTM RC 250 GP  | +14,588   | 12      | 6     |
| 11   | 16 | Andrea Migno       | SKY Racing Team VR46       | KTM RC 250 GP  | +14,874   | 16      | 5     |
| 12   | 58 | Juanfran Guevara   | RBA Racing                 | KTM RC 250 GP  | +30,317   | 7       | 4     |
| 13   | 19 | Gabriel Rodrigo    | RBA Racing                 | KTM RC 250 GP  | +30,668   | 22      | 3     |
| 14   | 89 | Khairul Idham Pawi | Honda Team Asia            | Honda NSF250R  | +35,746   | 23      | 2     |
| 15   | 24 | Tatsuki Suzuki     | CIP-Unicom Starker         | Mahindra MGP3O | +35,783   | 20      | 1     |
| 16   | 7  | Adam Norrodin      | Drive M7 SIC Racing        | Honda NSF250R  | +35,907   | 27      |       |
| 17   | 11 | Livio Loi          | RW Racing GP BV            | Honda NSF250R  | +36,085   | 19      |       |
| 18   | 12 | Albert Arenas      | MRW Mahindra Aspar         | Mahindra MGP3O | +36,307   | 15      |       |
| 19   | 6  | María Herrera      | MH6 Laglisse               | KTM RC 250 GP  | +45,591   | 32      |       |
| 20   | 37 | Davide Pizzoli     | Procercasa - 42 Motorsport | KTM RC 250 GP  | +50,768   | 28      |       |
| 21   | 64 | Bo Bendsneyder     | Red Bull KTM Ajo           | KTM RC 250 GP  | +53,795   | 17      |       |
| 22   | 99 | Enzo Boulom        | Procercasa - 42 Motorsport | KTM RC 250 GP  | +53,985   | 34      |       |
| 23   | 3  | Fabio Spiranelli   | CIP-Unicom Starker         | Mahindra MGP3O | +1'22.026 | 33      |       |

### Ritirati
| Nº | Pilota                | Squadra                  | Motocicletta   | Giri | Griglia |
| -- | --------------------- | ------------------------ | -------------- | ---- | ------- |
| 4  | Fabio Di Giannantonio | Gresini Racing           | Honda NSF250R  | 1    | 21      |
| 40 | Darryn Binder         | Platinum Bay Real Estate | Mahindra MGP3O | 7    | 30      |
| 10 | Alexis Masbou         | Peugeot MC Saxoprint     | Peugeot MGP3O  | 7    | 29      |
| 23 | Niccolò Antonelli     | Ongetta-Rivacold         | Honda NSF250R  | 12   | 4       |
| 17 | John McPhee           | Peugeot MC Saxoprint     | Peugeot MGP3O  | 15   | 24      |
| 20 | Fabio Quartararo      | Leopard Racing           | KTM RC 250 GP  | 17   | 11      |
| 44 | Arón Canet            | Estrella Galicia 0,0     | Honda NSF250R  | 18   | 10      |
| 98 | Karel Hanika          | Platinum Bay Real Estate | Mahindra MGP3O | 21   | 25      |
| 76 | Hiroki Ono            | Honda Team Asia          | Honda NSF250R  | 21   | 18      |
| 55 | Andrea Locatelli      | Leopard Racing           | KTM RC 250 GP  | 21   | 26      |
| 77 | Lorenzo Petrarca      | 3570 Team Italia         | Mahindra MGP3O | 21   | 31      |
| 88 | Jorge Martín          | Aspar Mahindra           | Mahindra MGP3O | 23   | 13      |